# Militello Rosmarino
Militello Rosmarino là một đô thị ở tỉnh Messina trong vùng Sicilia của Italia, có vị trí cách khoảng 120 km về phía đông của Palermo và vào khoảng 80 km về phía tây của Messina. Tại thời điểm ngày 31 tháng 12 năm 2004, đô thị này có dân số 1.402 người và diện tích là 29,7 km².
Đô thị Militello Rosmarino có các frazioni (các đơn vị cấp dưới, chủ yếu là các làng) Ferretta, San Piero, San Leonardo, San Giorgio, Pigasi, Scurzi, Bulimi, Lazzarotto, và Santa Maria.
Militello Rosmarino giáp các đô thị: Alcara li Fusi, San Fratello, San Marco d'Alunzio, Sant'Agata di Militello, Torrenova, Capo D'Orlando, Caprileone.